# Columbus WCT 1976 - Doppio
Il doppio del torneo di tennis Columbus WCT 1976, facente parte della categoria World Championship Tennis, ha avuto come vincitori Bob Hewitt e Frew McMillan che hanno battuto in finale Arthur Ashe e Tom Okker con il punteggio di 7–6, 6–4.

## Teste di serie
1. Bob Hewitt /  Frew McMillan (campioni)

1. John Alexander /  Phil Dent (semifinali)

## Tabellone

### Legenda
| - Q = Qualificato - WC = Wild card - LL = Lucky loser | - ALT = Alternate - SE = Special Exempt - PR = Protected Ranking | - w/o = Walkover - r = Ritirato - d = Squalificato |

|  | Quarti di finale             | Quarti di finale             | Quarti di finale           | Quarti di finale | Quarti di finale |  |  | Semifinali                   | Semifinali                   | Semifinali                   | Semifinali               | Semifinali               |   |   | Finale                | Finale                | Finale                | Finale | Finale |  |
|  |                              |                              |                            |                  |                  |  |  |                              |                              |                              |                          |                          |   |   |                       |                       |                       |        |        |  |
|  | 2                            | John Alexander Phil Dent     | John Alexander Phil Dent   | 6                | 6                |  |  |                              |                              |                              |                          |                          |   |   |                       |                       |                       |        |        |  |
|  |                              | Billy Martin A Met'reveli    | Billy Martin A Met'reveli  | 0                | 2                |  |  | John Alexander Phil Dent     | John Alexander Phil Dent     | John Alexander Phil Dent     | 1                        | 6                        |   |   |                       |                       |                       |        |        |  |
|  | Arthur Ashe Tom Okker        | Arthur Ashe Tom Okker        | Arthur Ashe Tom Okker      | 6                | 6                |  |  | Arthur Ashe Tom Okker        | Arthur Ashe Tom Okker        | Arthur Ashe Tom Okker        | 6                        | 7                        |   |   |                       |                       |                       |        |        |  |
|  | Mark Cox Cliff Drysdale      | Mark Cox Cliff Drysdale      | Mark Cox Cliff Drysdale    | 4                | 2                |  |  |                              |                              |                              |                          |                          |   |   | Arthur Ashe Tom Okker | Arthur Ashe Tom Okker | Arthur Ashe Tom Okker | 6      | 4      |  |
|  | Dennis Ralston Dick Stockton | Dennis Ralston Dick Stockton | 6                          | 6                | 6                |  |  |                              |                              | Bob Hewitt Frew McMillan     | Bob Hewitt Frew McMillan | Bob Hewitt Frew McMillan | 7 | 6 |                       |                       |                       |        |        |  |
|  | Andrew Pattison Kim Warwick  | Andrew Pattison Kim Warwick  | 7                          | 3                | 3                |  |  | Dennis Ralston Dick Stockton | Dennis Ralston Dick Stockton | Dennis Ralston Dick Stockton | 4                        | 4                        |   |   |                       |                       |                       |        |        |  |
|  | 1                            | Bob Hewitt Frew McMillan     | Bob Hewitt Frew McMillan   | 6                | 7                |  |  | Bob Hewitt Frew McMillan     | Bob Hewitt Frew McMillan     | Bob Hewitt Frew McMillan     | 6                        | 6                        |   |   |                       |                       |                       |        |        |  |
|  |                              | Z Franulović Bernie Mitton   | Z Franulović Bernie Mitton | 3                | 6                |  |  |                              |                              |                              |                          |                          |   |   |                       |                       |                       |        |        |  |